# Panjabi MC
Раджиндер Сингх Рай (Пандж: ਰਜਿੰਦਰ ਸਿੰਘ; 14 февраля 1973), более известный как Panjabi MC — британский музыкант, рэпер, продюсер и диджей панджабского происхождения. Стал широко известен благодаря своему хиту в стиле бхангра «Mundiah To Bach Ke», написанному в 1997 году. Песня была продана по всему миру тиражом 10 миллионов копий, став одним из самых продаваемых синглов. «Jogi», выпущенная в 2003 году, также получила признание мирового сообщества. AllMusic назвала его «одним из самых выдающихся имён в бхангра».

## Карьера
Раджиндер Сингх взял свой псевдоним из языка панджаби, который он использовал в своей музыке. «Одна из [его] главных целей — объединить два мира [бхангра и хип-хоп]».
Nachural Records подписала контракт с Panjabi MC после ремикса его песни «Ghariah Milan De» Кулдипа Манака. Хотя сингл вскоре сняли с продаж, Panjabi MС продолжал делать записи. Другой успешной работой стала «Mundiah To Bach Ke» («Beware of the Boys») (1998; впервые появилась в альбоме Legalised), в которой он совместил музыкальную тему из сериала Knight Rider со стилем бхангра. Она стала андерграунд-хитом и немецкий лейбл Superstar Recordings решил выпустить её в Германии. Песня быстро стала хитом во всей Европе, включая Великобританию. В 2003 году американский рэпер Jay-Z использовал её как сэмпл в своей песне «Beware of the Boys».
Его работы, в особенности ранние синглы и коллаборация с Jay-Z, принесли мировую известность бхангра благодаря BBC. Он продолжает выпускать совместные треки и делать ремиксы. В 2004 году он записал песню «Mirza» и совмещает её с «Isyankar» турецкого исполнителя Мустафы Сандала, но они отвергают эту версию.
Альбом Indian Timing выпущен в 2008 году. Его клип Snake Charmer (Заклинатель змей) был показан Deejay Ra в Торонто на фестивале FILMI, старейшем южно-азиатском кинофестивале в Северной Америке.

## Семплирование
В Indian Timing Panjabi MC использует семплы из «Im Nin’Alu» Офры Хазы. Он использовал «Planet Rock» («Pyar Wich (Planet Rock Remix)» в альбоме Legalised) до того, как Afrika Bambaataa записал «Indian Planet Rock». В «Jatt Ho Giya Sharabee», Panjabi MC использует музыкальную тему из телешоу Частного детектива «Mundian To Bach Ke» (вместе с последующей версией с участием Jay-Z, «Остерегайтесь мальчиков») и использует басовую линию из сериала Knight Rider.

## Показы на телевидении
В 2001 году состоялся дебют Panjabi MC в банкетном зале Payal в Миссиссоге (Онтарио). Deejay Ra проводил эфир, посвященный событию под названием «Bhangramentary», транслировавшийся в Азиатской телевизионной сети (ATN). Его сингл «Jatt Ho Giya Sharabee» из Beware был показан в телевизионном шоу «Герои» (эпизод 2, «Не оглядывайся назад», 2 октября 2006 года). Сингл «Mundian To Bach Ke» показан в эпизоде «Близких друзей» и в фильме «Играй как Бекхэм» 2002 года. Песня «Yaaran Kollon Sikh Kuriye» показана в шоу Дикари (в качестве музыкального клипа). Panjabi MC появился на Top of the Pops, оттуда клип «Mundiah To Bach Ke» стал появляться на музыкальных каналах по всему миру.
Вместе с Сукхвиндером Сингхом и Сапной Авастхи, Panjabi MC сделали ремикс на популярную песню «Chaiyya Chaiyya» из болливудского фильма Dil Se... Песня играла на фоне титров голливудского фильма Inside Man. Его песня «Land of Five Rivers» используется в качестве тематической песни борца WWE Великого Кали.

## Дискография
Студийные альбомы
- Souled Out (1993, Nachural Records)
- Another Sell Out (1994, Nachural Records)
- 100 % Proof (1995, Nachural Records)
- Grass Roots (1996, Nachural Records)
- Magic Desi (1996)
- Legalised (1998, Nachural Records)
- Dhol Jageroo Da (2001, Moviebox)
- Desi (2002, Moviebox)
- Indian Breaks (2003, Compagnia Nuove Indye)
- Mundian To Bach Ke (2003, Compagnia Nuove Indye)
- The Album (Немецкая версия: Superstar/ Warner; Германия) (Французская версия: Scorpio; Франция) (Британская версия: Instant Karma) (2003)
- Beware (Американская версия «The Album»; 2003)
- Steel Bangle (2005, Moviebox)
- Indian Timing (2008, PMC Records)
- The Raj (2010, PMC Records)
- 56 Districts (2019, PMC Records)

Сборники
- Illegal (2006, Nupur Audio)
- Sentello II (2004, Korsan Cd)

Мини-альбомы
- Jatt Ho Gya Sharabi (1996, Nachural Records)
- Mirza Part Two (1997, Nachural Records)
- Switchin' (2000, Moviebox)

Синглы
| Название                                 | Год  | Позиция в чарте | Позиция в чарте | Позиция в чарте | Позиция в чарте | Позиция в чарте | Позиция в чарте | Позиция в чарте | Позиция в чарте | Позиция в чарте | Позиция в чарте | Позиция в чарте | Позиция в чарте | Позиция в чарте | Номинация                                                     | Альбом              |
| Название                                 | Год  | US              | US R&B          | USDance         | AUS             | BEL             | CAN             | DEN             | GER             | IRL             | FRA             | ITA             | SWI             | UK              | Номинация                                                     | Альбом              |
| ---------------------------------------- | ---- | --------------- | --------------- | --------------- | --------------- | --------------- | --------------- | --------------- | --------------- | --------------- | --------------- | --------------- | --------------- | --------------- | ------------------------------------------------------------- | ------------------- |
| «Ghariah Milan De»                       | 1995 | —               | —               | —               | —               | —               | —               | —               | —               | —               | —               | —               | —               | —               |                                                               | неальбомный сингл   |
| «Mundian To Bach Ke»                     | 1998 | —               | —               | —               | —               | —               | —               | —               | —               | —               | —               | —               | —               | —               |                                                               | Legalised           |
| «Jatt Ho Giya Sharabee»                  | 1998 | —               | —               | —               | —               | —               | —               | —               | —               | —               | —               | —               | —               | —               |                                                               | Jatt Ho Gya Sharabi |
| «Yaaran Kollon Sikh Kuriye»              | 2001 | —               | —               | —               | —               | —               | —               | —               | —               | —               | —               | —               | —               | —               |                                                               | The Album           |
| «Mundian To Bach Ke» (совместно с Jay-Z) | 2003 | 33              | 21              | 3               | 12              | 3               | 10              | 5               | 2               | 14              | 15              | 1               | 4               | 5               | - BEA: Gold - BVMI: Gold - IFPI Greece: Gold - IFPI SWI: Gold | Legalised           |
| «Jogi»                                   | 2003 | —               | —               | —               | —               | 55              | —               | —               | 12              | 47              | 75              | 30              | 8               | 25              |                                                               | Jogi EP             |
| «Chaiyya Chaiyya»                        | 2006 | —               | —               | —               | —               | —               | —               | —               | —               | —               | —               | —               | —               | —               |                                                               | неальбомные синглы  |
| «Snake Charmer»                          | 2007 | —               | —               | —               | —               | —               | —               | —               | —               | —               | —               | —               | —               | —               |                                                               | неальбомные синглы  |
| «Land of Five Rivers»                    | 2009 | —               | —               | —               | —               | —               | —               | —               | —               | —               | —               | —               | —               | —               |                                                               | неальбомные синглы  |
| «Moorni (Balle Balle)»                   | 2010 | —               | —               | —               | —               | —               | —               | —               | —               | —               | —               | —               | —               | —               |                                                               | неальбомные синглы  |

## Награды
- 2003: MTV Europe Music Awards — Best Dance Act — «Panjabi MC»[17]
- 2003: MOBO Awards — Best UK Act[18]
- 2003: UK Asian Music Awards — Best Single Bhangra — «Mundian To Bach Ke»[19]
- 2003: World Music Awards — World’s Best Indian Artist
- 2011: Punjabi Music Awards — Best Sound Recording — «Moorni»